# Chặng đua MotoGP Americas 2021
Chặng đua MotoGP Americas 2021 (tên chính thức Red Bull Grand Prix of the Americas 2021) là chặng đua thứ 15 của Giải đua xe MotoGP 2021. Chặng đua được tổ chức ở trường đua Americas, bang Texas, Mỹ từ ngày 01 tháng 10 đến ngày 03 tháng 10 năm 2021. Người chiến thắng là tay đua Marc Marquez của đội đua Repsol Honda.

## Diễn biến chính
Francesco Bagnaia giành được vị trí xuất phát đầu tiên ở chặng đua thứ ba liên tiếp. Tuy nhiên anh đã để bị tụt lại khá sâu sau những vòng đua đầu tiên, đến cuối cuộc đua mới ngược dòng để lên podium.
Ngược lại, Marc Marquez từ vị trí xuất phát thứ ba đã vượt lên dẫn đầu sau pha xuất phát, từ đó thẳng tiến đến chiến thắng thứ hai trong mùa giải.

## Kết quả
| Stt                                 | Số xe | Tay đua           | Xe      | Lap | Thời gian | Xuất phát | Điểm |
| ----------------------------------- | ----- | ----------------- | ------- | --- | --------- | --------- | ---- |
| 1                                   | 93    | Marc Márquez      | Honda   | 20  | 41:41.435 | 3         | 25   |
| 2                                   | 20    | Fabio Quartararo  | Yamaha  | 20  | +4.679    | 2         | 20   |
| 3                                   | 63    | Francesco Bagnaia | Ducati  | 20  | +8.547    | 1         | 16   |
| 4                                   | 42    | Álex Rins         | Suzuki  | 20  | +11.098   | 7         | 13   |
| 5                                   | 89    | Jorge Martín      | Ducati  | 20  | +11.752   | 4         | 11   |
| 6                                   | 23    | Enea Bastianini   | Ducati  | 20  | +13.269   | 16        | 10   |
| 7                                   | 43    | Jack Miller       | Ducati  | 20  | +14.722   | 10        | 9    |
| 8                                   | 36    | Joan Mir          | Suzuki  | 20  | +13.406   | 8         | 8    |
| 9                                   | 33    | Brad Binder       | KTM     | 20  | +15.832   | 11        | 7    |
| 10                                  | 44    | Pol Espargaró     | Honda   | 20  | +20.265   | 12        | 6    |
| 11                                  | 88    | Miguel Oliveira   | KTM     | 20  | +23.055   | 18        | 5    |
| 12                                  | 73    | Álex Márquez      | Honda   | 20  | +24.743   | 15        | 4    |
| 13                                  | 04    | Andrea Dovizioso  | Yamaha  | 20  | +25.307   | 14        | 3    |
| 14                                  | 10    | Luca Marini       | Ducati  | 20  | +26.853   | 9         | 2    |
| 15                                  | 46    | Valentino Rossi   | Yamaha  | 20  | +28.055   | 20        | 1    |
| 16                                  | 27    | Iker Lecuona      | KTM     | 20  | +30.989   | 17        |      |
| 17                                  | 30    | Takaaki Nakagami  | Honda   | 20  | +35.251   | 5         |      |
| 18                                  | 9     | Danilo Petrucci   | KTM     | 20  | +42.239   | 21        |      |
| 19                                  | 21    | Franco Morbidelli | Yamaha  | 20  | +49.854   | 13        |      |
| Ret                                 | 41    | Aleix Espargaró   | Aprilia | 8   | Tai nạn   | 19        |      |
| Ret                                 | 5     | Johann Zarco      | Ducati  | 5   | Tai nạn   | 6         |      |
| BÁO CÁO CHÍNH THỨC CHẶNG ĐUA MOTOGP |       |                   |         |     |           |           |      |

Nguồn: Trang chủ MotoGP

## Bảng xếp hạng sau chặng đua
Dưới đây là bảng xếp hạng top 5 tay đua, xưởng đua và đội đua:
|   | Stt | Tay đua           | Điểm |
| - | --- | ----------------- | ---- |
|   | 1   | Fabio Quartararo  | 254  |
|   | 2   | Francesco Bagnaia | 202  |
|   | 3   | Joan Mir          | 175  |
| 1 | 4   | Jack Miller       | 149  |
| 1 | 5   | Johann Zarco      | 141  |

|  | Stt | Xưởng đua | Điểm |
|  | --- | --------- | ---- |
|  | 1   | Ducati    | 291  |
|  | 2   | Yamaha    | 282  |
|  | 3   | Suzuki    | 197  |
|  | 4   | KTM       | 185  |
|  | 5   | Honda     | 173  |

|   | Stt | Đội đua                      | Điểm |
| - | --- | ---------------------------- | ---- |
| 1 | 1   | Ducati Lenovo Team           | 351  |
| 1 | 2   | Monster Energy Yamaha MotoGP | 349  |
|   | 3   | Team Suzuki Ecstar           | 256  |
|   | 4   | Pramac Racing                | 227  |
|   | 5   | Red Bull KTM Factory Racing  | 223  |